# شهرستان مایکوپسکی
شهرستان مایکوپسکی (به لاتین: Maykopsky District) یک شهرستان در روسیه است که در آدیغیه واقع شده‌است.